# Praxisklinik
Die Praxisklinik ist eine Einrichtung der vertragsärztlichen Versorgung. Der Begriff „Praxisklinik“ hielt im Zuge des Gesundheitsstrukturgesetzes (GSG) im Jahr 1989 Einzug in das Fünfte Buch Sozialgesetzbuch (SGB V) mit folgendem Text:

„§ 115 Dreiseitige Verträge und Rahmenempfehlungen zwischen Krankenkassen, Krankenhäusern und Vertragsärzten

(1) Die Landesverbände der Krankenkassen und die Ersatzkassen gemeinsam und die Kassenärztlichen Vereinigungen schließen mit der Landeskrankenhausgesellschaft oder mit den Vereinigungen der Krankenhausträger im Land gemeinsam Verträge mit dem Ziel, durch enge Zusammenarbeit zwischen Vertragsärzten und zugelassenen Krankenhäusern eine nahtlose ambulante und stationäre Behandlung der Versicherten zu gewährleisten.

(2) Die Verträge regeln insbesondere

1. die Förderung des Belegarztwesens und der Behandlung in Einrichtungen, in denen die Versicherten durch Zusammenarbeit mehrerer Vertragsärzte ambulant und stationär versorgt werden (Praxiskliniken),

 (3) Kommt ein Vertrag nach Absatz 1 ganz oder teilweise nicht zustande, wird sein Inhalt auf Antrag einer Vertragspartei durch die Landesschiedsstelle nach § 114 festgesetzt […]

 (4) Kommt eine Regelung nach Absatz 1 bis 3 bis zum 31. Dezember 1990 ganz oder teilweise nicht zustande, wird ihr Inhalt durch Rechtsverordnung der Landesregierung bestimmt […]“

Bis heute wurde weder ein Vertrag geschlossen, der die Förderung beinhaltet, noch die Schiedsstelle von einer der Parteien angerufen, noch von einer Landesregierung eine Rechtsverordnung erlassen. 
Während der ambulante Teil der Versorgung in Praxiskliniken durch Regelung der Kassenärztlichen Vereinigung klar ist, bleibt die stationäre Versorgung ungelöst. Als Folge blieb die Entwicklung der Praxiskliniken weit hinter der Erwartung des Gesetzgebers zurück. Praxiskliniken entstanden ausschließlich als ambulante Operationszentren, obwohl der Gesetzestext keine Einschränkung auf bestimmte Fachärzte enthält.
Die Gründe für die unbefriedigende Entwicklung sind im „Gesundheitsbericht für Deutschland, 1998, Ambulantes Operieren, Kapitel 7.13“ ausführlich analysiert und medizinisch wie ökonomisch bewertet. Im Wesentlichen werden Vergütungsanreize für den stationären Sektor als Ursache beschrieben.
Definitionen der Praxisklinik liegen aus den Landesärztekammern Baden-Württemberg, Bayern und Nordrhein vor, schwerpunktmäßig unter standesrechtlichen Gesichtspunkten, weil die Praxisklinik im Gegensatz zur Einzelpraxis werblich aktiv werden darf.
1995 unternahm der Gesetzgeber einen Anlauf zur Regelung des stationären Teils der Praxisklinik. Im Zuge eines Gesetzes zur Neuordnung der Krankenhausfinanzierung-Krankenhaus-Neuordnungsgesetz 1997 (KHNG 1997) Drucksache 13/3062 sollte Praxiskliniken erlaubt werden, pro Vertragsarzt 4 Betten vorrätig zu halten, in denen bei Bedarf eine kurzstationäre Unterbringung bis maximal 4 Tage möglich sein sollte. Das Vorhaben scheiterte im Bundesrat.
2006 gründeten die Praxiskliniken einen eigenen Spitzenverband zur Förderung der Entwicklung der Einrichtung, die Deutsche Praxisklinikgesellschaft e. V. (PKG) Ihre Bemühungen führten 2009 im Zuge des Krankenhausfinanzierungsreformgesetzes (KHRG) zur Einführung des § 122 in das SGB V. Damit wird die eigenständige Vertretung dieser Einrichtungen gesetzlich legitimiert und ihr gleichzeitig Aufgaben zugeordnet, die gemeinsam mit dem Spitzenverband Bund der Krankenkassen zu lösen sind, was bis heute nicht gelang.
Gleichzeitig mit dem KHRG wurde Ziffer 7 in § 140b SGB V eingefügt, womit für Praxiskliniken der Abschluss von Verträgen zur Integrierten Versorgung mit Krankenkassen rechtssicher wurde.